# Uzveće
Uzveće (em cirílico: Узвеће) é uma vila da Sérvia localizada no município de Bogatić, pertencente ao distrito de Mačva, na região de Mačva. A sua população era de 972 habitantes segundo o censo de 2011.

## Demografia
| 1948  | 1953  | 1961  | 1971  | 1981  | 1991  | 2002  | 2011 |
| ----- | ----- | ----- | ----- | ----- | ----- | ----- | ---- |
| 1 366 | 1 374 | 1 371 | 1 337 | 1 263 | 1 163 | 1 103 | 972  |